# Пиетро Каталди
Пиетро Антонио Каталди (на италиански: Pietro Antonio Cataldi) е италиански математик. Известен с изследванията си в областта на теория на числата и по-конкретно съвършените числа и простите числа на Мерсен.

## Биография
Пиетро Каталди е роден на 15 април 1548 година в Болоня.
Започвайки на 17 години, в продължение на около 40 години, Каталди преподава математика и астрономия, работи и по военни проблеми. Преподава на местния диалект, вместо на латински, което помага познанията му да достигнат до много широк кръг слушатели. Математическите му разработки включват пресмятането на верижни дроби и метод за тяхното аналитично представяне. Той е един от многото математици, опитали да докажат Петия постулат на Евклид.
През 1588 година Каталди открива шестото и седмото поред съвършени числа. С откритието на шестото съвършено число, 10-цифреното число 8589869056, което представлява числото 217 − 1, Каталди разбива съществуващия в онзи момент „мит“, че като последна цифра на последователните съвършени числа винаги се редуват цифрите 6 и 8 (първите пет съвършени числа са 6, 28, 496, 8128, 33550336). Известно е, че преди Каталди, общо 19 математици, започвайки от Никомах Гераски (60 – 120 г. сл.н.е.), са формулирали това предположение, а някои са настоявали на него дори и след доказателството на Каталди. С откриването на следващото, седмо съвършено число (това е 12-цифреното число 219 − 1 = 137438691328), Каталди поставя за времето си рекорд за най-голямото известно просто число, който рекорд остава ненадминат за следващите две столетия. Едва през 1732 година Леонард Ойлер открива следващото, осмо, Мерсеново просто число и това е 231 − 1 = 2305843008139952128, и го доказва неоспоримо през 1772 година.
За своите пресмятания, Каталди не е използвал „умни трикове“, а е проверявал на ръка за всяко от двете съвършени числа дали се делят на всички прости до втори корен от съответното проверявано число. За целта, първо е трябвало да разполага с всички прости числа до 724 (приблизителният втори корен от 219 − 12). Каталди е имал изчислени всички прости числа до 750 и списък на числата до 800 с техните разлагания на прости числа. Тези два списъка той също публикува отделно от другите си два резултата.
Освен за 217 − 1 и 219 − 1, Каталди прави предположения, че Мерсенови прости (и съвършени) числа са и числата 223 − 1, 229 − 1, 231 − 1 и 237 − 1, като за три от тези числа впоследствие се доказва, че е грешил в предположението си. През 1640 година, Пиер Ферма посочва точните разлагания на 223 − 1 и 237 − 1, а Ойлер посочва разлагането на 229 − 1 и доказва съвършеността на 231 − 1.
Каталди умира на 11 февруари 1626 година в Болоня.